# Chanceaux
Chanceaux település Franciaországban, Côte-d’Or megyében. Lakosainak száma 206 fő (2022. január 1.). Chanceaux Poiseul-la-Grange, Pellerey, Poncey-sur-l’Ignon, Billy-lès-Chanceaux, Source-Seine, Frôlois és Lamargelle községekkel határos.

## Népesség
A település népességének változása:
| Lakosok száma | 265  | 219  | 219  | 194  | 231  | 235  | 218  | 213  | 214  | 206  |
|               | 1968 | 1982 | 1990 | 2006 | 2013 | 2015 | 2017 | 2019 | 2020 | 2022 |